# Fondanti
 (juin 2022).
Si vous disposez d'ouvrages ou d'articles de référence ou si vous connaissez des sites web de qualité traitant du thème abordé ici, merci de compléter l'article en donnant les références utiles à sa vérifiabilité et en les liant à la section « Notes et références ».
Fondanti est une ville du Cameroun située dans l'arrondissement de Bandja et dans le département du Haut-Nkam, dans la Région de l'ouest.
Fondanti est l'un des cinq groupements que compte l'arrondissent de Bandja.

## Géographie

### Localisation
Fondanti partage des limites avec les groupements suivants : Mboebo, fondjomekwet, Bandja, Fotouni et Folencha.

### Géologie et relief
- Le mont Kwaka.

### Hydrographie
- Les fleuves NGoum et Mrahr
- La chute de Chieubou

## Urbanisme
Le groupement comprend plusieurs villages et Quartiers.
- Village Djah qui compte les quartiers suivants : Baleugwa, Kouheudja, Pahadjisie…
- Village Mendah qui compte les quartiers suivants : Demba, Kahdemba, Pouh, Camp Mendah…
- Village Djamkouhe qui compte les quartiers suivants : Chougou, Tondjamkou, Kouhegoum, Leukouhe, ..
- Village Batchicheu qui compte les quartiers suivants : Kouhelé, Denvem, Campchicheu, Cheubou…

En Janvier 2021, naît l'idée de doter ce groupement de forages. Une idée qui s'est concrétisée dès le début du mois de Décembre 2021, par une étude géophysique réalisée par un spécialiste en la matière et qui a permis d'identifier le site à forer, susceptible de fournir une eau de bonne qualité à la population villageoise[réf. nécessaire].
Les travaux se sont soldés par la construction de 02 forages (dont 01 réaménagé), 02 châteaux d'eau avec 04 robinets chacun ( Don offert par la famille Miendji de la Belgique[réf. nécessaire].

## Politique et administration
La chefferie traditionnelle de Fondanti est classée parmi celles de 2e degré dans la région de l'ouest Cameroun. Depuis sa création, plusieurs chefs se sont succédé : Datchop, Poumetchie, Nkanhatchop, Nganmatam, Ngankamou, Nganmecha , Ngankam , Pokam et Ndjiemeni qui est le roi régnant.

## Origine de la population de Fondanti
Selon les légendes, les fondateurs de Fondanti seraient venus de la Menoua à la recherche de gibier car ils étaient des chasseurs. Ils avaient choisi comme point de repos un lieu dans la forêt Djamkoue et ils ont baptisé ce lieu [TCHIE] et c'est là d'où vient le nom du village[réf. nécessaire].

## Économie
La population de Fondanti est essentiellement agricole car exerce dans les travaux champêtres. Ils cultivent le café, le cacao, la banane, le macabo, le palmier à huile…

## Enseignement
- École publique de Fondanti centre,
- École publique de Bachicheu Fondanti,
- École publique de Baleugwa Fondanti,
- École catholique de Fondanti et le
- collège d'enseignement secondaire de Fondanti

## Organisations
Le groupement Fondanti comprend :
- Un comité de développement dénommé "CODEFOND" ;
- Une association des jeunes dénommée Cercle des Jeunes Fondanti du Cameroun et de la Diaspora "CEJEFCAMD".

## Le calendrier Fondanti
Dans le calendrier Fondanti une semaine(Ngapzeuh) a 8 jours (liehzeu):
- Liehgang
- Liehbong
- Nkapta
- Liehgnam
- Nzila
- Nzisseu
- Nzingou
- Nzijeuh